# Communauté de communes Beaucaire Terre d'Argence
La communauté de communes Beaucaire Terre d'Argence (CCBTA) est une communauté de communes française, située dans le département du Gard et la région Occitanie.

## Historique

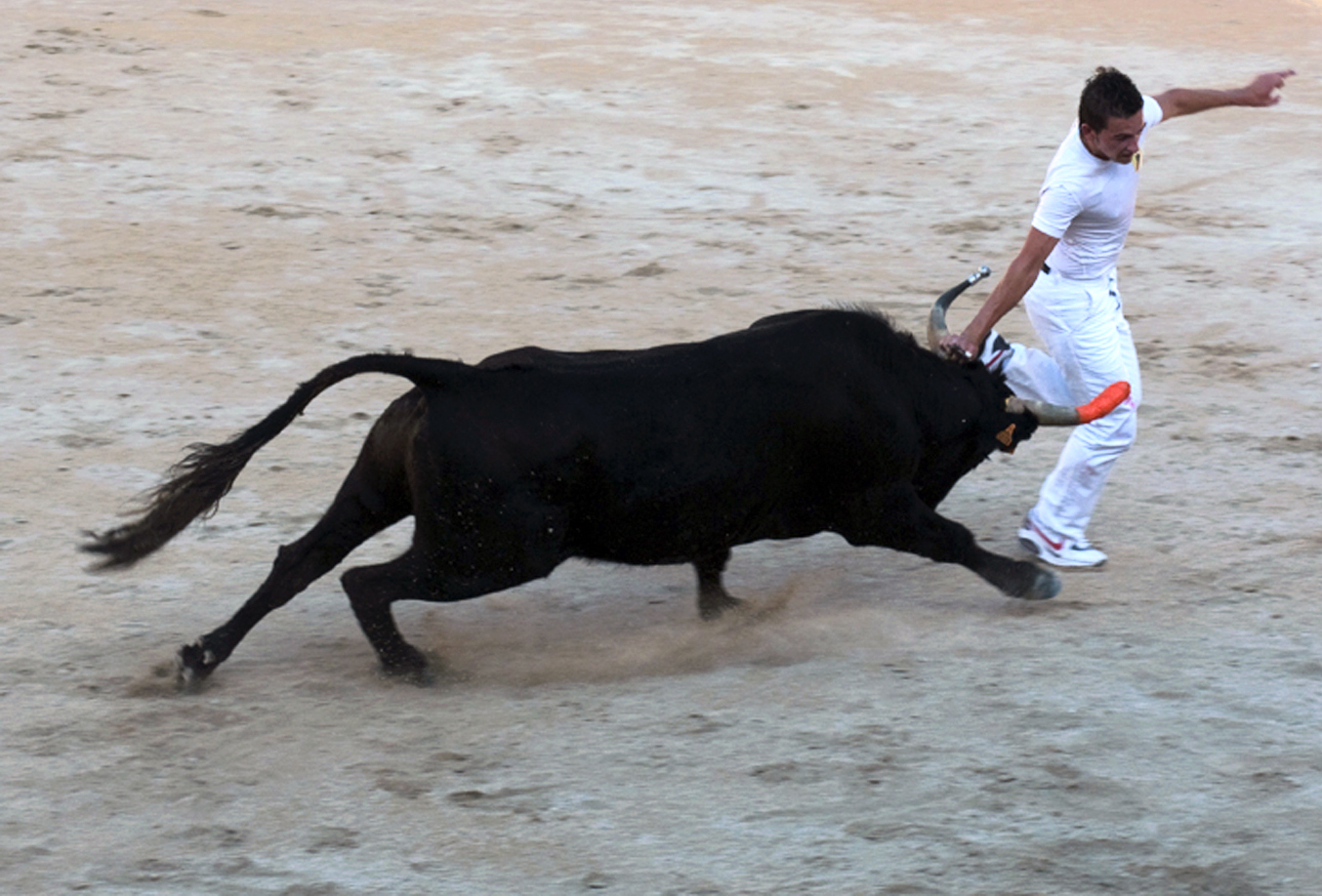
La course camarguaise, subventionnée par la CCBTA, « ciment culturel » entre les cinq communes membres

Elle a été créée le 20 novembre 2001, à l'initiative d'Élie Bataille[réf. souhaitée], maire de Bellegarde de 1995 à 2008, avec le désir d'éviter que les cinq communes perdent une forme d'autonomie (que permet le territoire « Terre d'Argence » en matière économique) en rejoignant des ensembles territoriaux plus grands aux problématiques différentes voire opposées, comme ceux des communautés d'agglomération voisines. Bien que situées dans le Gard, les cinq communes partagent une culture provençale commune qui constitue une sorte de ciment entre elles.

## Territoire communautaire

### Géographie
Le territoire de la Communauté de Communes s'étend sur 205,37 km². Il est borné à l'ouest par la Commune de Jonquières-Saint Vincent, au sud par la Commune de Bellegarde et au nord par la commune de Vallabrègues. Cette dernière, bien que géologiquement située de l'autre côté du Rhône, côté Bouches-du-Rhône, elle est administrativement rattachée au Gard. La raison de cette situation est un changement du cours du Rhône.
Le territoire de la CCBTA présente également la particularité d'avoir en son sein deux communes qui pourraient être considérées comme dans la banlieue de Nîmes (Bellegarde, Jonquières-Saint-Vincent) et une (Fourques) qui pourrait être considérée comme dans celle d'Arles. Cette notion de banlieue étant toute relative, et reposant plutôt sur des habitudes de consommation qu'ont une partie des habitants de la Terre d'Argence de se tourner soit vers une ville, soit vers une autre, en raison de sa proximité géographique et son offre en commerces. Le territoire est par ailleurs au carrefour de trois départements : le Gard, les Bouches-du-Rhône et le Vaucluse (Avignon étant à moins de 30 km de la ville-centre).

### Composition
La communauté de communes est composée des 5 communes suivantes :

| Nom                      | Code Insee | Gentilé        | Superficie (km2) | Population (dernière pop. légale) | Densité (hab./km2) |
| ------------------------ | ---------- | -------------- | ---------------- | --------------------------------- | ------------------ |
| Beaucaire (siège)        | 30032      | Beaucairois    | 86,52            | 15 695 (2022)                     | 181                |
| Bellegarde               | 30034      | Bellegardais   | 44,96            | 7 929 (2022)                      | 176                |
| Fourques                 | 30117      | Fourquésiens   | 38,24            | 2 701 (2022)                      | 71                 |
| Jonquières-Saint-Vincent | 30135      | Jonquièrois    | 21,32            | 3 886 (2022)                      | 182                |
| Vallabrègues             | 30336      | Vallabréguants | 14,33            | 1 376 (2022)                      | 96                 |

### Démographie
| 1968   | 1975   | 1982   | 1990   | 1999   | 2006   | 2011   | 2016   | 2022   |
| ------ | ------ | ------ | ------ | ------ | ------ | ------ | ------ | ------ |
| 19 811 | 20 023 | 21 596 | 23 435 | 25 147 | 28 161 | 29 933 | 30 894 | 31 587 |

### Économie
La Communauté de Communes ayant la compétence « Développement Économique », cela lui permet de favoriser le maintien, le développement ou l'installation d'un certain nombre d'entreprises, notamment en commercialisant des terrains qu'elle possède dans ses zones économiques. La cour des comptes indiquant une commercialisation satisfaisante des parcelles de ces zones.

#### Principales entreprises du territoire
Beaucaire, la ville-centre, abrite une cimenterie de Ciments français, filiale du groupe allemand Heidelbergcement et l'usine de la société Casanis, du groupe Bacardi, qui commercialise le Get 27.
Le groupe multinational Marie Brizard Wine & Spirits y a également établi son siège social en 2010.
Un autre groupe spécialisé dans le traitement des déchets, Chimirec, y a également un établissement depuis 2005 : la société y assure le traitement des déchets de dix départements sur un site de 10 820 m2 dans la zone industrielle Domitia. L'activité de cette entreprise a clairement été annoncée comme une des priorités de la Communauté de Communes.
En 2018, une autre entreprise annonce son installation : il s'agit de la plateforme de logistique « Concerto » (Kaufman & Broad) : cette société a acquis de la Communauté de Communes douze hectares d'espace foncier dans la Zone Industrielle Domitia, pour y construire une plateforme logistique de 30 900 m2, à proximité des autoroutes A 9 et A 54. La livraison du centre logistique étant prévu à l'été 2020.
C'est en revanche par l'intermédiaire de l'aide à l'immobilier d'entreprise, que, la CCBTA a permis, la même année, l'installation d'une autre entreprise, SOTRACO, soldeur de presse et de livres, également soutenue par la région Occitanie.

#### Principaux artisans du territoire
La vannerie étant une activité traditionnelle de la commune de Vallabrègues, cette commune a la particularité d'avoir sur son territoire un artisan, Daniel Benibghi, dont la renommée dépasserait le territoire puisqu'il a été choisi pour réaliser une sculpture en osier pour l'exposition « Regard d'artistes sur le Château » en 2017 à Tarascon.
L'artisanat est également présent sur la commune de Beaucaire avec une brasserie artisanale qui produit notamment une bière à base de riz de camargue.
La commune de Bellegarde possède un chocolatier, le pâtissier « Maison Dinger » qui a ouvert également un magasin à Beaucaire.

## Administration

### Siège
Le siège de la communauté de communes est situé à Beaucaire, au 1er de l'avenue de la Croix Blanche. Elle occupe un bâtiment dont elle est propriétaire et qui héberge aussi les locaux de la Mission Locale d'Insertion, et une étude d'huissiers.

### Autres sites
L'Office du tourisme intercommunal, est situé dans l'ancienne Maison Gothique, au 8, rue Victor-Hugo à Beaucaire. Il a été baptisé « Maison du Tourisme et du Patrimoine ».
L'essentiel des services techniques, dont leur direction, et leurs moyens, du moins ceux affectés à la propreté urbaine, sont situés aux Ateliers Intercommunaux dans la zone industrielle de la Mérarde à Beaucaire.

### Les élus
Le conseil communautaire de la communauté de communes Beaucaire Terre d'Argence se compose de 34 membres représentant chacune des communes membres et élus pour une durée de six ans.
Ils sont répartis comme suit :
| Nombre de délégués | Communes                 |
| ------------------ | ------------------------ |
| 1                  | Vallabrègues             |
| 3                  | Fourques                 |
| 4                  | Jonquières-Saint-Vincent |
| 9                  | Bellegarde               |
| 17                 | Beaucaire                |

La CCBTA s'est également doté d'un deuxième organe délibératif, plus restreint, le Bureau délibératif, qui traite les affaires qui lui ont été déléguées par le Conseil, et qui se réunit dans les mêmes conditions d'information et de publicité que ce dernier.

### Présidence
Depuis 2014, le conseil communautaire est présidé par Juan Martinez (PS), maire de Bellegarde. À noter que le Président n'est pas le maire de la ville-centre, Beaucaire. Cette situation, qui n'est pas la plus fréquente dans les intercommunalités en France, s'est déjà produite de 2001 à 2008, puisque Élie Bataille, maire également de Bellegarde, a été président de 2001 à 2008. Seul Jacques Bourbousson, maire de la ville-centre de 2008 à 2014, a été Président de la « CCBTA  » de 2008 à 2014. Le président Juan Martinez a été élu avec 18 voix contre son principal adversaire Julien Sanchez qui en a obtenu 11. Ce dernier nombre correspondant exactement au nombre total de représentants de la liste FN de Beaucaire.
En 2020, Juan Martinez se présente à nouveau et est élu face au même adversaire avec le même nombre de voix. Mais l'écart est plus serré, 18 voix contre 16, un troisième tour étant nécessaire,.
| Période       | Période    | Identité            | Étiquette | Qualité                           |
| ------------- | ---------- | ------------------- | --------- | --------------------------------- |
| novembre 2001 | avril 2008 | Élie Bataille       | UMP       | Maire de Bellegarde (1995-2008)   |
| avril 2008    | avril 2014 | Jacques Bourbousson | UDI       | Maire de Beaucaire (2008-2014)    |
| avril 2014    | En cours   | Juan Martinez       | PS        | Maire de Bellegarde (depuis 2008) |

### Vice-Présidences

#### 2020-
Par rapport à la mandature précédente, on note que le nombre de vice-présidents passe de quatre à sept.

#### 2014-2020
Quatre vice-présidents ont été élus par le conseil communautaire en 2014. Parmi ces quatre vice-présidents, un seul n'est pas le maire de la commune qu'il représente, le fait de nommer un maire vice-président étant plus une pratique qu'une obligation réglementaire.
Jean-Marie Fournier (LDIV), maire de Jonquières-Saint-Vincent. Il a été élu à la quasi-unanimité avec 30 voix  ce qui correspond à la totalité des membres du conseil moins un membre. Et donc avec l'intégralité des voix (moins une voix probablement) des élus issus de la liste FN qui avaient été élus à Beaucaire, ville-centre.
Jean-Michel Azema (LDIV), élu communautaire de Fourques. Il a été élu légèrement moins confortablement avec 26 voix mais donc avec une partie non négligeable de voix de la future « opposition ».
Julien Sanchez (FN) puis (RN), maire de Beaucaire. Il a été élu avec 21 voix donc avec des voix allant certainement au-delà des voix des onze membres issus de la liste municipale qu'il a conduite à Beaucaire.
Jean-Marie-Gilles (LDVD), maire de Vallabrègues est le vice-président le « moins bien élu », comptablement parlant, avec seulement 19 voix sur les 31 possibles.

### Compétences

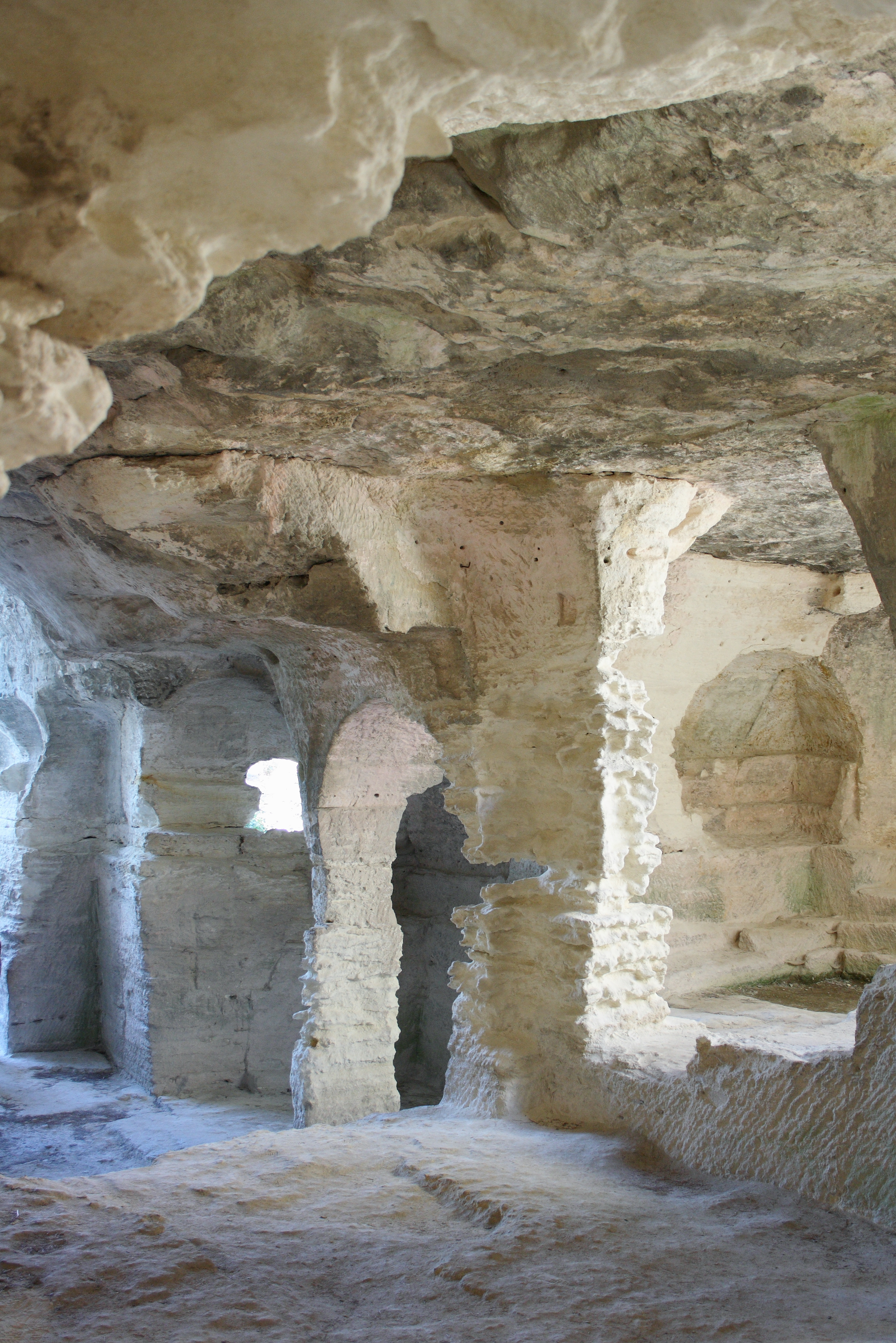
L'Abbaye de Saint-Roman; comme tout édifice culturel, une compétence de la CCBTA

La CCBTA exerce différentes compétences, des compétences obligatoires et facultatives. Ainsi elle gère la collecte des déchets, intégralement la Culture et le Patrimoine (notamment l'Abbaye de Saint Romain et le Château de Beaucaire), trois ports de plaisance fluviaux (dont les Ports fluviaux de Beaucaire, Bellegarde et la halte nautique de Vallabrègues) le développement économique (avec plusieurs Zones d'Activités économiques), un Office de Tourisme Intercommunal, la petite enfance à travers un Relais d'Assistance Maternelle, un service chargé de l'assainissement non collectif. Par ailleurs, elle a développé un système de subvention pour les particuliers de son territoire qui désirent rénover leurs logements. En matière économique, elle propose des « ateliers-relais » pour les entrepreneurs qui souhaitent démarrer leur activité, sous la condition que ceux-ci s'installent ensuite sur le territoire de l'intercommunalité. Elle gère également une portion de la Via-Rhona.
En revanche, la confusion pouvant être faite parfois par le citoyen, elle n'a pas pour compétence les compétences régaliennes exercées par les communes pour le compte de l'état comme l'état civil, la police municipale, l'organisation des élections. Elle ne possède pas non plus de police intercommunale, hormis une Brigade anti-incivilités. D'autres compétences comme la restauration scolaire sont conservées par chaque commune, qui en détermine chacune la politique.

### Régime fiscal et budget
La CCBTA est un Établissement Public de Coopération Intercommunale à fiscalité propre.
En 2016, son budget s’élève à 37,4 M d'€ (20,7 M en fonctionnement et 16,7 M en investissement).
Comme de nombreuses autres intercommunalités, elle a du subir une baisse drastique de la dotation de l’État (Dotation Globale de Fonctionnement bonifiée et dotation de Solidarité Communautaire). Ainsi en 2014, la CCBTA percevait de l'État 662 000 € de dotations globales de fonctionnement, alors qu'en 2017, cette somme s'est réduite à 82 000 €, mais elle parvient à maintenir ses investissements.
Elle collecte notamment la taxe de séjour (au forfait et au réel), ainsi qu'une TEOM dont le taux est en réduction constante depuis quelques années, et qui propose un régime différencié selon que l'on est un particulier ou une entreprise....

## Projets et réalisations

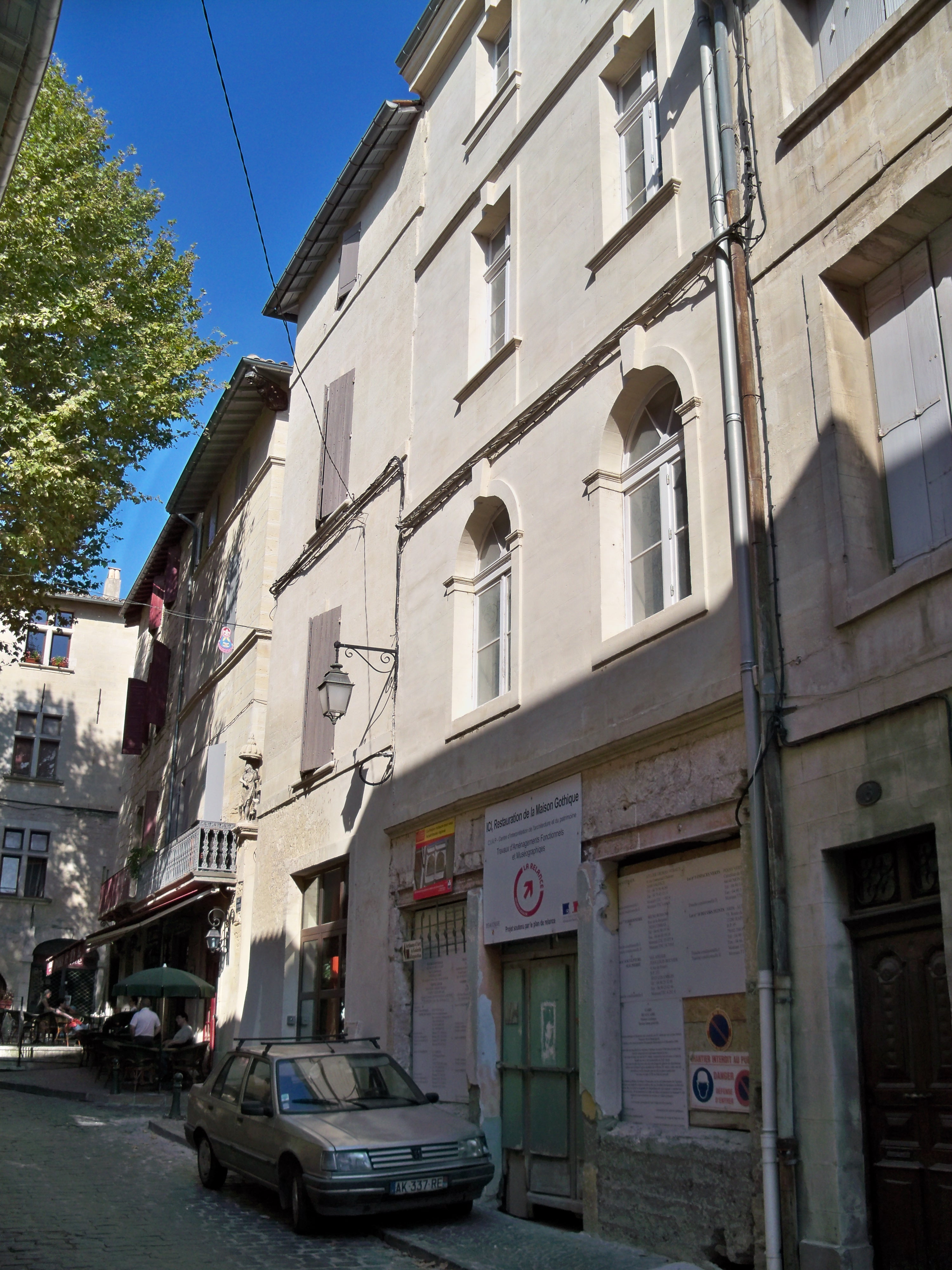
La maison gothique, réhabilitée en Maison du Patrimoine et du Tourisme

La CCBTA a réalisé et réalise un certain nombre d'infrastructures; la réutilisation des Halles de Beaucaire, en les réhabilitant en les transformant en conservatoire. Elle a également réaménagé un bâtiment inutilisé comme la maison gothique pour en faire une maison de la culture et du patrimoine. Elle projette également la construction d'un quatrième Port situé à Fourques.
La CCBTA a également lancé une Opération programmée d'amélioration de l'habitat : « Elle porte sur la réhabilitation de quartiers ou centres urbains anciens, de bourgs ruraux dévitalisés, de copropriétés dégradées, d’adaptation de logements pour les personnes âgées ou handicapées », avec l'aide de l'Etat.
Afin de lutter contre la désertification médicale, elle projette la création de deux maisons médicales, une à Beaucaire, et l'autre à Bellegarde. La mise en service des deux structures est prévue pour 2019.
Pour ce qui concerne les opérations en lien avec le développement durable, la CCBTA a construit une station de lavage pour les engins agricoles à Vallabrègues, et projette d'en construire une autre à Bellegarde.
Elle a par ailleurs annoncé que tous ses parcs d'activités seraient bientôt connectés au très haut débit , et a annoncé son soutien financier à l'aéroport de Nîmes-Garons.
En termes de reconnaissance nationale voire européenne , il convient de noter que l'un des trois ports fluviaux communautaires, celui de Bellegarde, détient le pavillon bleu depuis 14 ans.
A noter que la CCBTA confie ses travaux les plus stratégiques et nécessitant la plus grande ingénierie à une Société Publique Locale, la SPL Terre d'Argence et fait appel à la maitrise d’œuvre privée pour les autres, comme pour le projet des maisons médicales.

## Médias
La « CCBTA » ne comprend pas de médias réellement publiés sur son territoire, hormis les publications municipales de chaque commune membre. Elle est couverte par le quotidien Midi Libre, dans son édition nîmoise. Sa proximité avec le département limitrophe des Bouches du Rhône amène à ce que « la vie communautaire  » soit également abordée dans les quotidiens régionaux provençaux comme la Provence et la Marseillaise.
Le fait que la ville-centre ait un maire FN depuis 2014, entraine parfois que la commune de Beaucaire soit abordée dans les médias nationaux, mais sous un angle purement politique, alors que généralement la Communauté de Communes, plus technique et opérationnelle du fait de ses compétences, avec à sa tête un exécutif différent, est plutôt suivie par la presse professionnelle spécialisée (économique par exemple comme la « Lettre M » ) ou des sites internets de réseaux professionnels, pour ses réalisations ou ses aides au développement pour les entreprises.
Les télévisions locales qui suivent la vie du territoire sont France 3 Languedoc Roussillon et Vià Occitanie.
En terme d'édition numérique, le site payant Objectif Gard suit également les activités de la Communauté de communes mais plutôt la vie des communes membres, et avec l'accent mis sur les actions de la majorité municipale à Beaucaire.